# Palyas divitaria
Palyas divitaria är en fjärilsart som beskrevs av Charles Oberthür 1916. Palyas divitaria ingår i släktet Palyas och familjen mätare. Inga underarter finns listade i Catalogue of Life.